# ما کوه‌های خود هستیم (فیلم ۱۹۶۹)

پوستر روسی فیلم.

ما کوه‌های خود هستیم (ارمنی: Մենք ենք մեր սարերը) فیلمی در ژانر کمدی به کارگردانی هنریک مالیان است که در سال ۱۹۶۹ منتشر شد. از بازیگران آن می‌توان به فرونزیک مکرتچیان، سوس سارگسیان، خورن آبراهامیان، آرتاوازد پلشیان و گالیا نوونتس اشاره کرد.